# Ferdinand von Bayern (1550–1608)

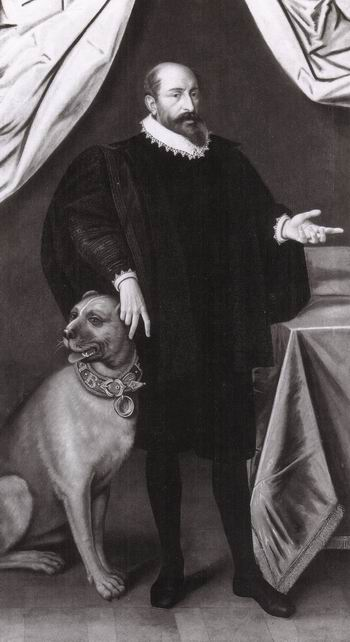
Prinz Ferdinand von Bayern

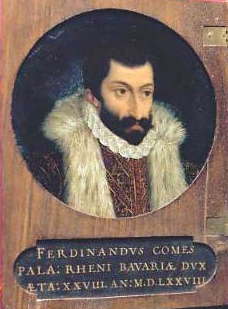
Ferdinand von Bayern, 1578, mit 28 Jahren

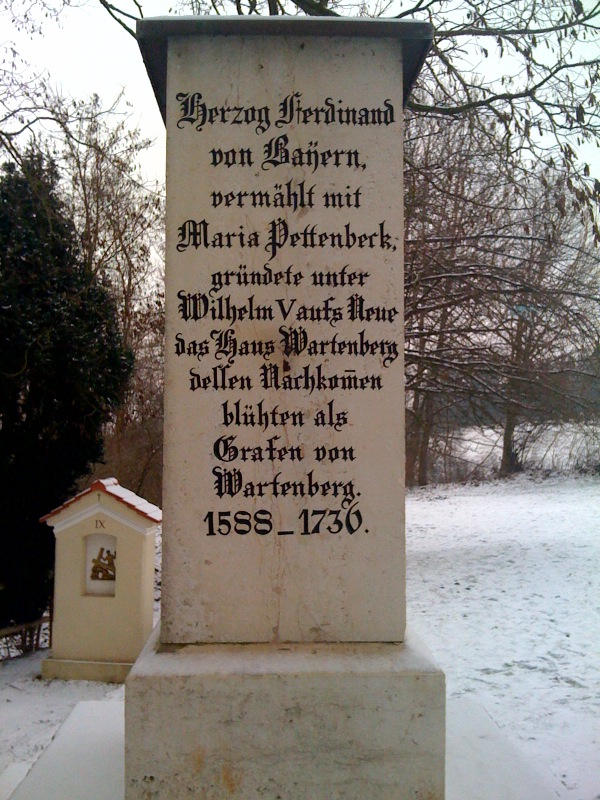
Gedenkstein an Ferdinand von Bayern und seine wittelsbacher Familienlinie in Wartenberg (Oberbayern)

Stadtplan Münchens von Tobias Volckmer, 1613

Ferdinand von Bayern (* 20. Januar 1550 in Landshut; † 30. Januar 1608 in München) war ein Prinz von Bayern, Feldherr und Begründer der Wittelsbacher Seitenlinie der Grafen von Wartenberg, der sogenannten Ferdinandinischen Linie des bayerischen Herrscherhauses, die 1736 ausstarb.

## Leben
Ferdinand war ein Sohn des Herzogs Albrecht V. von Bayern (1528–1579) aus dessen Ehe mit Erzherzogin Anna von Österreich (1528–1590), zweiter Tochter von Kaiser Ferdinand I.
Als nachgeborener Sohn war Ferdinand zunächst für eine geistliche Laufbahn vorgesehen, bevorzugte jedoch ein militärisches Kommando. Er wurde daher Führer der aus 5000 Mann bestehenden bayerischen Truppen im für Bayern erfolgreichen Kölner Krieg 1583 bis 1584. 1584 erstürmte Ferdinand Godesberg und eroberte Bonn. Infolgedessen gelang es ihm, seinen jüngeren Bruder Ernst als Kurfürsten von Köln einzusetzen. Siehe dazu auch Bonner Belagerungsmünzen von 1583.
Am 26. Dezember 1588 heiratete Herzog Ferdinand, gegen den Widerstand seiner Familie, in morganatischer Ehe, Maria von Pettenbeck, die 15-jährige Tochter des Haager Landrichters Georg von Pettenbeck. Wegen des niedrigen Adelsstandes seiner Frau, der nach den Hausgesetzen nicht als ebenbürtig anerkannt wurde, entsagte Ferdinand für sich und seine Nachkommen der bayerischen Thronfolge, erhielt jedoch Schloss und Gut Wartenberg, jährliche Apanagezahlungen, zwei Rittergüter, sowie die vertragliche Zubilligung der Sukzession in Bayern bei einem eventuellen Aussterben der Nachkommen seines älteren Bruders Wilhelm V.
Dieser schenkte dem Paar bei der Hochzeit zusätzlich die Grafschaft Haag, aus der die Braut stammte. 1602 erhob er die Kinder zu Gräfinnen und Grafen von Wartenberg. Jene Seitenlinie der Wittelsbacher, auch die sogenannte Ferdinandinische Linie genannt, erlosch 1736 im Mannesstamm, sonst hätte sie 1777, beim Aussterben der bayerischen Wittelsbacher – neben den pfälzischen Familienzweigen Sulzbach bzw. Zweibrücken, wovon alle heutigen Wittelsbacher abstammen – einen Rechtsanspruch auf die Nachfolge gehabt. Ferdinand starb völlig unerwartet am „Schlagfluss“ in seinem Stadtpalast und hinterließ der Witwe enorme Schulden.

## Palast Wartenberg
In mehreren Publikationen sind mehrere unterschiedliche Beschreibungen des Immobilienbesitzes des Herzogs Ferdinand in München enthalten. Sein Immobilienbesitz umfasste: 1. Häuserzeile am Rindermarkt; 2. Haus mit Garten am Krottenthal; 3. Lustgarten. Herzog Ferdinand kaufte bereits vor der Hochzeit u. a. von Jakob Fugger und Georg Ligsalz Häuser und Grundstücke, die er zum Stadtpalast umbauen ließ, um für sich selbst und später für seine neu gegründete Familie ein repräsentatives Anwesen zu schaffen. Mehrere Gebäude bildeten ein Viereck mit einem Innenhof, zum Rindermarkt, wo er einen prächtigen Röhrenbrunnen hatte errichten lassen, den „Reiterbrunnen“ mit Figuren von Friedrich Sustris, wurden ein Stadtpalast, auch Palais Wartenberg genannt, und auf der gegenüberliegenden Seite des Innenhofs in der Straße Krottenthal, die in der Nähe des Stadtgrabens lag, die Kapelle „St. Nikolaus von Tolentino und St. Sebastian“ gebaut. (Heute Rindermarkt 6 etwa bis zur Schrannenhalle am Viktualienmarkt; die Kapelle ist Nr. 15 auf dem Stadtplan von 1613, in der späteren Literatur wird sie unzutreffend als Kirche bezeichnet.) Nahe am Krottenthal durchfloss das Anwesen noch 1805 ein Bach. Das Haus am Rindermarkt 7 kaufte Ferdinand am 13. April 1580 von Ligsalz und etwa danach das Haus am Rindermarkt 6, später Palast Wartenberg, von Fugger, das Datum ist unbekannt. Beide Häuser wurden bereits zu seinem Wohnsitz vor der Hochzeit. Das Vorderhaus am Rindermarkt 4 kaufte er am 20. April 1596 vom Geheimrat Hans Georg Herwardt und am Rindermarkt 5 mit Innenhof am 7. Januar 1597 von Ligsalz. Der Kauf von vier nebeneinander liegenden Häuser mit größeren Innenhöfen und einer Häuserzeile auf der Straße Krottenthal verweist vermutlich auf seinen sehr gewagten Plan, einen repräsentativen Palast bauen zu lassen. Offensichtlich war er dermaßen verschuldet, dass er das Haus Rindermarkt 4 am 20. Juni 1598 veräußern musste und am gleichen Tag erfolgte für den Palast und das Wohnhaus Rindermarkt 7 die Ewiggeldverschreibung (Hypothekenverschuldung).
Wegen der enormen Schulden des Herzogs wurden beide Münchener Anwesen des Herzogs nach seinem Tod verpfändet. Maria Gräfin Wartenberg durfte nur noch ihren Schmuck behalten. Am 9. Dezember 1609 kaufte die Gräfin das Haus Rindermarkt 5 und den Palast von den Gläubigern zurück, das Geld dafür bekam sie von Herzog Maximilian, der die Schulden seines Onkels übernahm. Das Haus Rindermarkt 5 wurde endgültig mit Maximilians Genehmigung am 18. August 1616 verkauft. 1667 kauften es wieder die Kinder von Lorenz Wartenberg und verkauften es wieder 1677. Dort entstand im 18. Jahrhundert der Gasthof „Zu den 3 Rosen“. Dessen Innenhof erstreckte sich ebenfalls, wie der des Palastes, bis zur Gasse Krottenthal (von Kröten; die Gasse lag nahe am Stadtgraben) und verlieh der Straße den neuen Namen Rosental. Das Haus Rindermarkt 7 erwarb von den Gläubigern Herzog Maximilian und verkaufte es weiter 1611. Kurfürst Maximilian Emanuel kaufte es 1687, das Haus nebenan 1690 und ließ die beiden Häuser verbinden und dort eine Textilmanufaktur mit einem Verkaufsladen errichten. Die Fabrik blieb im Besitz der Wittelsbacher bis 1799. Der Palast Wartenberg verblieb im Familienbesitz bis 1752. Die letzte geborene Gräfin Wartenberg, Maria Ernestine Freifrau von Haslang (1709–1763) verkaufte zuerst 1747 das Haus mit Garten am Krottenthal und dann 1752 das restliche Anwesen mit dem Recht auf Bestattung in der Kapelle für ihre Mutter Marie-Jeanne-Baptiste Wartenberg geb. Marquise de Melun-d’Espinoy und sich selbst (Beide wurden woanders bestattet). Im Jahre 1792 gelangte das Vorderhaus am Rindermarkt in den Besitz des Schwiegervaters von Franz Xaver Haslinger, der auch am 18. August 1808 von einem anderen Eigentümer die Wartenberg-Kapelle erwarb. Mit Genehmigung der Stadt München und des Bischofs und unter der Auflage einen Durchbruch zum Rosental zu schaffen, durfte er die Kapelle abtragen lassen. Nach der Profanierung begann Haslinger mit dem Ausverkauf des Mobiliars und den Abbrucharbeiten. König Maximilian I. ließ am 30. November 1808 die sterblichen Überreste der 24 Wartenberger in fünf Särgen in die Frauenkirche überführen. Die Statue Ferdinands aus Bronze, die sich in der Kapelle befand, ersteigerte Bierbrauer Rest und schenkte sie der Heilig-Geistkirche. 1809 wurde der von Ferdinand gestiftete Brunnen am Rindermarkt demontiert und im sog. Brunnenhof der Münchner Residenz installiert.
Den zweiten Immobilienteil erwarb Herzog Ferdinand von Fugger etwa 1580. Sie war vom Anwesen Rindermarkt-Krottenthal durch die Straße Krottenthal getrennt und es war für sich laut dem Kupferstich von 1805 ein für sich geschlossenes Anwesen, das mit einer Mauer umgeben war und einen Nebeneingang zum Hebammengässchen besaß. Im Garten befand sich laut der Beschreibung von 1805 eine Halle mit einer Wassergrotte und ein Springbrunnen (es war sicherlich nicht der Lustgarten). Dieses Anwesen wurde 1747 verkauft. Nach mehrmaligen Besitzerwechsel erwarb es 1805 Martin Roth und errichtete dort eine Kutschenfabrik mit Adresse Rosenthal 137½ (137,5!), später Rosental 10. Laut der Beschreibung grenzte das Anwesen an das „Aignersche Haus“, eine Weinwirtschaft, später Gasthof „Grüner Zweig“, Gebrüder Aigner, Rosental 11, Ecke Nieserstraße. 
Auf der anderen Seite des Stadtgrabens, nahe am Schiffertor, lag der dritte Teil des Anwesens der sog. Lustgarten. Nach dem Tode Ferdinands behielt Maximilian den Lustgarten für sich, danach ging er in den Besitz des Herzogs Albrecht über. 1612 gehörte er sicherlich Herzog Albrecht (Albert), so ein Reisebericht von Philipp Hainhofer: „Hertzog Albertj garten, der dem Hertzog Ferdinando Hat zu gehört“ (auf dem Plan Herzog-Alberti Lustgarten).
Auf dem Gelände des Lustgartens standen fünf Sommerhäuser, die voneinander mit künstlich angelegten Bächen bzw. Teichen abgetrennt waren. Vier Häuser symbolisierten die vier Jahreszeiten und wurden mit entsprechenden Wand- und Deckenmalereien zu Themen Jagd, Wild, Fischfang und Baden geschmückt. Im Haus zum Thema Fischfang befand sich ein Brunnen mit 50 Wasserdüsen, im anderen konnte man wohl baden. Das Zentrum des Anwesens bildete das Lusthaus, eigentlich eine Halle in der eine lebensgroße Bronze-Statue Herzog Ferdinands, geschaffen vom Hofbildhauer Hans Krumpper, aufgestellt wurde und die mit Malereien – Kriegsszenen, die den Herzog als einen Kriegsherr im Kölner Krieg darstellten, ausgestattet wurde.

## Wartenberg-Kapelle
Die Widmung der Familienkapelle diesen Heiligen geht auf persönliche Umstände aus dem Leben Ferdinands zurück. Im Kölner Krieg wählte Ferdinand den heiligen Sebastian als seinen Schutzpatron. Später unterstützte er die Bruderschaft zu Ehren des hl. Sebastian in München und für die neu erbaute Jesuitenkirche St. Michael stiftete er vier Glocken und den 1589 eingeweihten Altar zu Ehren des heiligen Sebastians. Als Hochzeitsgeschenk erhielt Ferdinand von seinem Bruder Grafschaft Haag und Schloss und Gut (seit 1602 Grafschaft) Wartenberg. In Wartenberg besaßen die Wittelsbacher seit jeher ein Jagdschloss, gelegen auf dem Nikolaiberg mit der dazugehörigen St. Nikolaus-Kapelle. Die sog. Wartenbergkapelle, wurde am 17. März 1589, noch als Rohbau, geweiht. In ihr wurde die Familiengruft der Grafen Wartenberg errichtet. Ferdinand wurde jedoch nach seinem Tod in der Frauenkirche, sein Herz in der Familiengruft bestattet. In der Kapelle fanden jedoch seine Frau und die meisten seiner Nachkommen ihre letzte Ruhestätte.
Die Bronzestatue des Herzogs Ferdinands schuf Hofbildhauer Hans Krumpper um 1600. Sie stand ursprünglich im Lusthaus seines Lustgartens und nach seinem Tod 1608 wurde sie in der Wartenberg-Kapelle aufgestellt. Sie stellt ihn als Soldaten im Harnisch vor, zu seinen Füßen liegen seine Panzerhandschuhe und sein Schild, auf einer Säule liegt sein Helm. Der rechte Arm ist nach vorne ausgestreckt, in der Hand hielt er den jetzt fehlenden Kommandostab. Nach dem Umzug der Statue in die Münchener Heilig-Geist-Kirche 1808 wurden Symbole des Todes: Sanduhr, Sense, Spaten, Totenkopf und Totenknochen sowie auch beide Inschriftentafeln, die das falsche Todesdatum Marias Pettenbeck (linke Tafel) und falsche Informationen zur Abstammung (laut Tafel Kaiser Maximilian, in Wirklichkeit Kaiser Ferdinand des Herzogs (rechte Tafel)) enthielten, entfernt.
1808 verfügte König Maximilian I. Joseph die Überführung der 24 dort bestatteten Wittelsbacher der Ferdinandinischen Linie (Grafen von Wartenberg) in die Frauenkirche, wo sie sich noch heute befinden; 1823 bettete man sie dort in neue Särge um. Die Bronze-Figur Herzog Ferdinand wollte der neue Besitzer der aufgelösten Kirche einschmelzen lassen, um sie als Altmetall zu verkaufen. Das wurde von einem Münchner Bierbrauer verhindert, welcher das Monument erwarb und der Heilig-Geist-Kirche schenkte, wo es nun zu den kostbarsten Kunstwerken zählt.

## Nachkommen
Folgende Kinder gingen aus Ferdinands Ehe mit Maria von Pettenbeck hervor, die allesamt den Titel eines Grafen oder einer Gräfin von Wartenberg führten:
- Maria Maximiliana (1589–1638), Schwester und Vorsteherin (1626-1634) im Ridlerkloster[15] in München
- Maria Magdalena (1590–1620), Schwester im Angerkloster in München
- Franz Wilhelm (1593–1661), Kardinal, Bischof von Osnabrück, Minden, Verden und Regensburg
- Maria Anna (1594–1629), Nonne und Priorin im Kloster Kühbach
- Sebastian (1595–1596)
- Ernst (1596–1597)
- Ferdinand (1597–1598)
- Maria Elisabeth (1599–1600)
- Maria Renata (1600–1643), Schwester und Priorin im Klarissenkloster "Zu den Allerheiligen im Paradies" in Graz
- Albrecht (1601–1620)
- Maximilian (1602–1679), Jesuit
- Ernst Benno (1604–1666)

⚭ 1628 Gräfin Euphrosyne Sibylle von Hohenzollern (1607–1636)
- Maria Katharina (1605–1606)
- Ferdinand Lorenz (1606–1666), Offizier und Regimentskommandeur im Dreißigjährigen Krieg

⚭ 1. Anna Juliana von Dachsberg (1611–1650)
⚭ 2. 1651 Maria Claudia von Oettingen-Wallerstein (1632–1663)
- Maria Klara (1608–1652), Ziehtochter der polnischen Königin Constanze von Österreich (ab 1617), als Maria Theresia[16] Nonne und Äbtissin in Kloster der Karmelitinnen in Krakau